# Dobrynskoje (rejon suzdalski)
Dobrynskoje (ros. Добрынское) – wieś (sieło) w Rosji, w obwodzie włodzimierskim, w rejonie suzdalskim. W 2010 liczyła 752 mieszkańców.